# Frohman Amusement Corporation
The Frohman Amusement Corporation foi uma companhia cinematográfica estadunidense da era do cinema mudo, que localizava-se em Nova Iorque e produziu 48 filmes entre 1915 e 1920.

## Histórico
The Frohman Amusement Corporation foi fundada pelos irmãos Daniel e Gustave Frohman em 1915. Após a morte de Charles Frohman, os irmãos Daniel e Gustave fundaram a companhia cinematográfica, que tinha o objetivo de produzir filmes sobre as peças teatrais para as quais os irmãos detinham os direitos. Um dos sócios, que se tornou presidente da companhia, foi William L. Sherrill.
A empresa foi incorporada em 12 de julho de 1915, na 18, East 41ST Street, em Nova Iorque, pouco depois da morte de Charles Frohman no RMS Lusitania (em 7 de maio de 1915).
Em 1916, o The New York Dramatic Mirror comemorava em sua coluna o sucesso do primeiro aniversário da Frohman Amusement Corporation, destacando filmes como The Builder of Bridges, estrelado por C. Aubrey Smith;  Just Out of College; Jaffery; The Conquest of Canaan.
Com diretores como George Irving e Clifford Smith, e atores como C. Aubrey Smith, Alice Brady e Mack Swain, a companhia produziu cerca de 48 filmes, entre 1915 e 1920, sendo o primeiro The Fairy and the Waif, lançado em 1º de março de 1915, co-dirigido por Marie Hubert Frohman e George Irving. Com Mack Swain produziu as Poppy Comedies, cerca de 16 comédias em que Swain apresentava o personagem Ambrose em suas muitas aventuras. Com a atriz Texas Guinan, a companhia produziu uma série de Westerns. O filho de William L. Sherrill, Jack Sherrill atuou em vários filmes da companhia e também no seriado The Invisible Ray, de 1920.
Em 1920, a companhia produziu seu último filme e único seriado, The Invisible Ray, encerrando sua produção.A companhia foi dissolvida em 1920.

## Irmãos Frohman
Os irmãos Charles (1860 – 1915), Gustave (1854 – 1930) e Daniel Frohman (1851 – 1940) nasceram em Sandursky, Ohio, e estiveram envolvidos com a produção teatral e cinematográfica dos anos 1910 e 1920.

### Charles Frohman

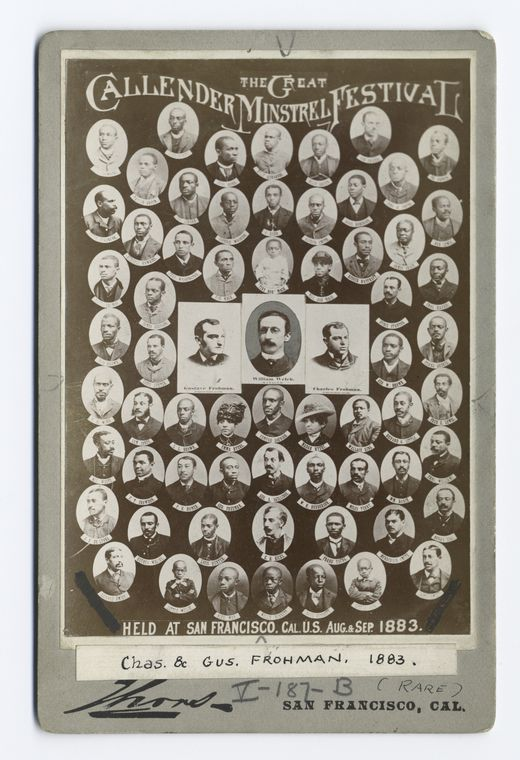
Charles e Gustave Frohman (direita e esquerda, na imagem central), co-proprietários do Callender’s Minstrels, 1883.

Desde a infância Charles se interessava pelo teatro, e quando se mudou para Nova York em 1870, para trabalhar no New York Tribune e o Daily Graphic, à noite vendia ingressos no Brooklyn’s Hooley Theatre. Charles fundou a Empire Theatre Stock Company em 1892, e, em 1893, produziu sua primeira peça teatral na Broadway – Masked Ball, de Clyde Fitch. Juntamente com seu irmão Daniel, Charles estabeleceu um sistema de “empresas de estrada”, que excursionava pelo país enquanto o show veiculava em Nova Iorque. Charles chegou a controlar seis teatros em Nova York, mais de duzentos nos EUA e cinco em Londres, além de gerenciar a carreira de 28 estrelas, entre elas John Drew, Maude Adams e Ethel Barrymore. Ele é creditado como o supervisor da “transição da Broadway para um sistema estelar”. Entre seus sucessos mais famosos estão Peter Pan, de James M. Barrie, estrelado por Maude Adams. Charles Frohman morreu em 1915, a bordo do RMS Lusitania, quando ele foi afundado por um submarino alemão.

### Daniel Frohman

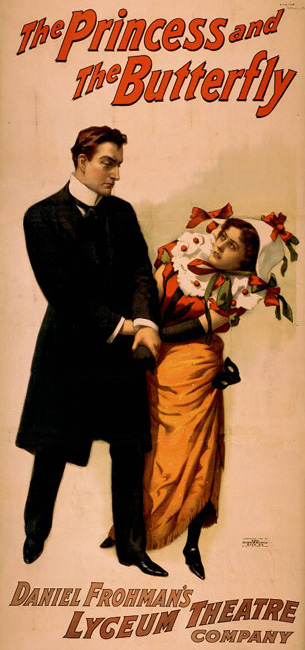
Cartaz de The Princess and the Butterfly, de Daniel Frohman, no Lyceum Theater Company.

Daniel Frohman tornou-se produtor e diretor no Lyceum Theatre em 1887, e gerenciou as carreiras de atores como E. H. Sothern, Henry Miller e William Faversham. Ao lado de seus irmãos, Charles e Gustave, Daniel desenvolveu uma parceria com Adolf Zukor para produzir cinema. Em 1913, a Famous Players Production Company produziu Prisioneiro de Zenda, o primeiro de seus 74 filmes. Após a morte de Charles, Daniel e Gustave fundaram o Frohman Amusement Corporation, uma companhia cinematográfica que tinha o objetivo de produzir filmes sobre as peças teatrais para as quais os irmãos detinham os direitos. Após morte de Gustave em 1930, Daniel continuou produzindo peças e gerenciando seus teatros, até sua morte, em 1940.

### Gustave Frohman
Gustave Frohman trabalhou em parceria com seu irmão Charles como um agente de produção teatral. Financiaram uma série de produções que muitas vezes apresentavam atores afro-americanos. Em 1881, ele e seu irmão Charles compraram o Callender’s Minstrels, e melhoraram os figurinos e os sets, fazendo do Callender’s Minstrels a mais ricamente equipada troupe afro-americana do mundo. Seu sucesso levou à compra de uma segunda troupe de menestréis – a Haverly’s. trasnformando as duas troupes originais em três troupes, os Frohmans puderam apresentar os shows populares mais amplamente, pelo país. Após a morte de Charles, Gustave juntou-se a Daniel na gestão da Frohman Amusement Corporation. Gustave morreu em Nova Iorque em 1930.

## Filmografia parcial
- The Fairy and the Waif (1915)
- The Builder of Bridges (1915)
- Just Out of College (1915)
- The Woman in 47 (1916)
- Jaffery (1916)
- The Conquest of Canaan (1916)
- The Birth of a Race (1918)
- Baffled Ambrose (1919)
- South of Santa Fe (1919)
- The Heart of Texas (1919)
- All Wrong Ambrose (1920)
- The Invisible Ray (1920)